# プラタープ・シング・ラーオ・ガーイクワード
プラタープ・シング・ラーオ・ガーイクワード（Pratap Singh Rao Gaekwad, 1908年6月29日 - 1968年7月19日）は、西インドのグジャラート地方、ガーイクワード家の当主およびヴァドーダラー藩王国の君主（在位：1939年 - 1947年）。

## 生涯
1908年6月29日、プラタープ・シング・ラーオはヴァドーダラー藩王サヤージー・ラーオ・ガーイクワード3世の長男ファテー・シング・ラーオ・ガーイクワードの息子として生まれた。
1939年2月6日、サヤージー・ラーオが死亡し、プラタープ・シング・ラーオがその地位を継承した。
1947年8月15日、プラタープ・シング・ラーオの治世、インド・パキスタン分離独立により、ヴァドーダラー藩王国はインドへと併合された。
1968年7月19日、プラタープ・シング・ラーオはロンドンで死亡した。